# Víno (přírodní památka)
Přírodní památka Víno leží při západním okraji obce Převýšov, asi tři kilometry vzdálené od Chlumce nad Cidlinou. Hranice přírodní památky je totožná s hranicí stejnojmenného izolovaného lesního komplexu. Vegetace je tvořena převážně dubohabrovými lesními porosty. Současná rozloha lesa přibližně odpovídá stavu již před téměř 200 lety.

## Předmět ochrany
Zajištění stabilní populace silně ohroženého druhu roháče obecného vhodnou údržbou stávajících biotopů (zejména skupin starých stromů ponechaných až do stadia rozpadu, včetně torz a jejich zbytků a pařezů pokácených stromů). Z entomologického hlediska se jedná o významnou lokalitu výskytu roháče obecného (Lucanus cervus) ve východních Čechách. V lokalitě bylo pozorováno celkem 42 druhů brouků z celkem 24 čeledí.

## Flóra
Území je tvořené lesními společenstvy s převažujícím dubem zimním jako hlavní dřevinou a habrem v podrostu. Celkem bylo na lokalitě zaznamenáno 287 druhů vyšších rostlin; z toho 3 druhy zvláště chráněné podle zákona 114/1992 Sb. a dalších 19 druhů, které jsou uvedeny v Červeném seznamu. Z toho dva druhy, orlíček obecný (Aquilegia vulgaris) a vrbina tečkovaná (Lysimachia punctata), patří ale mezi druhy zplanělé a jejich výskyt je nutné považovat za druhotný.

## Galerie

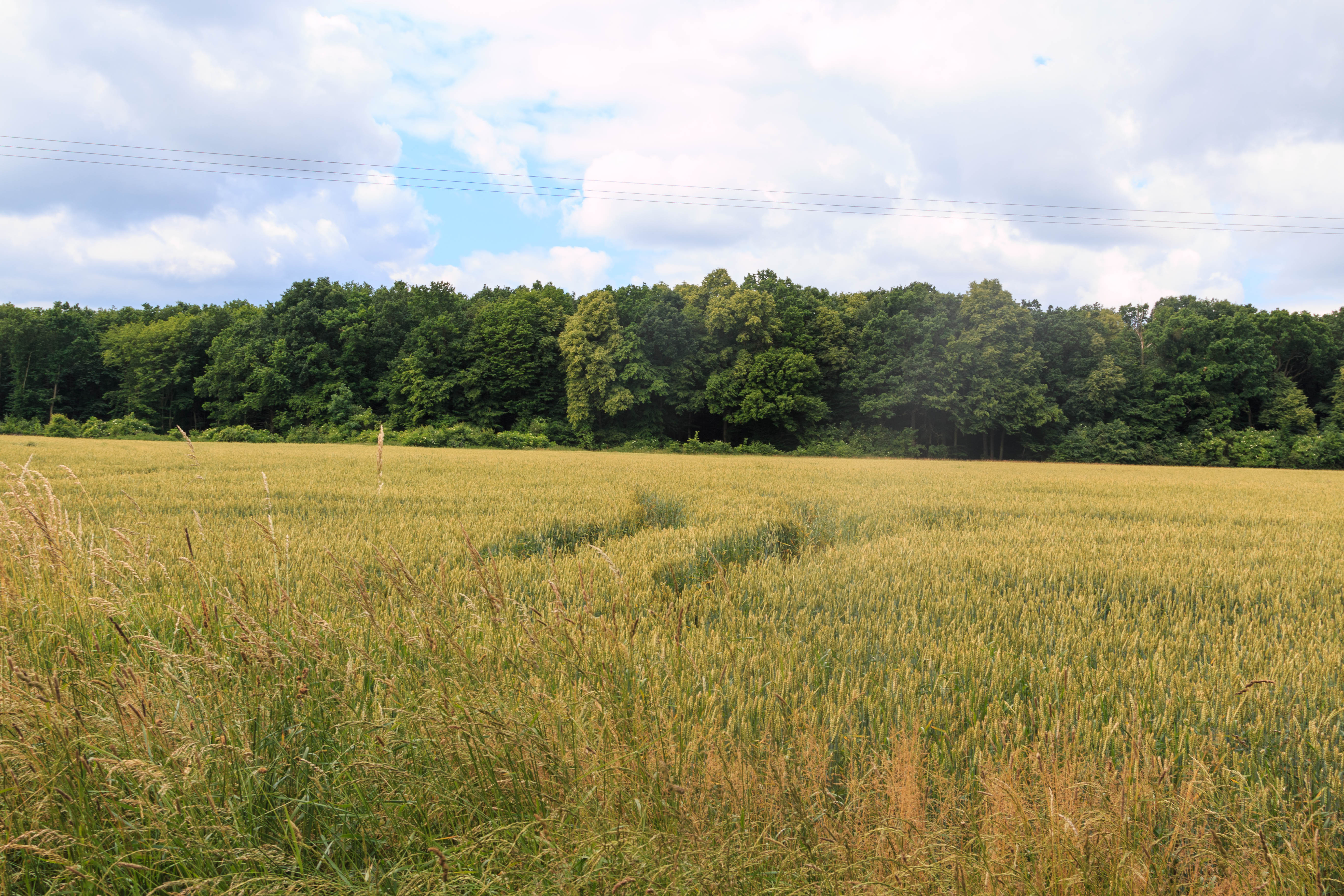
Přírodní památka Víno
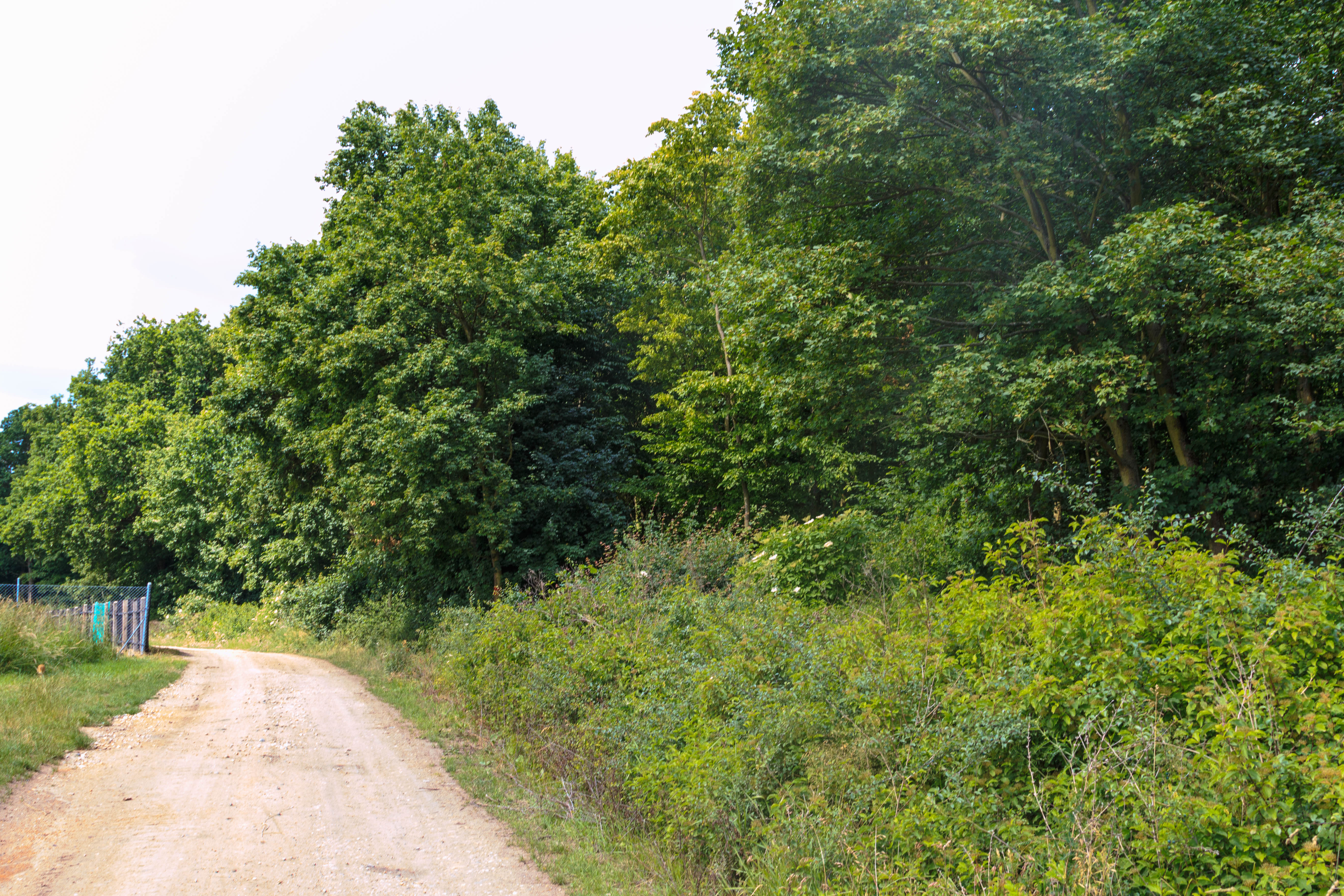
Přírodní památka Víno
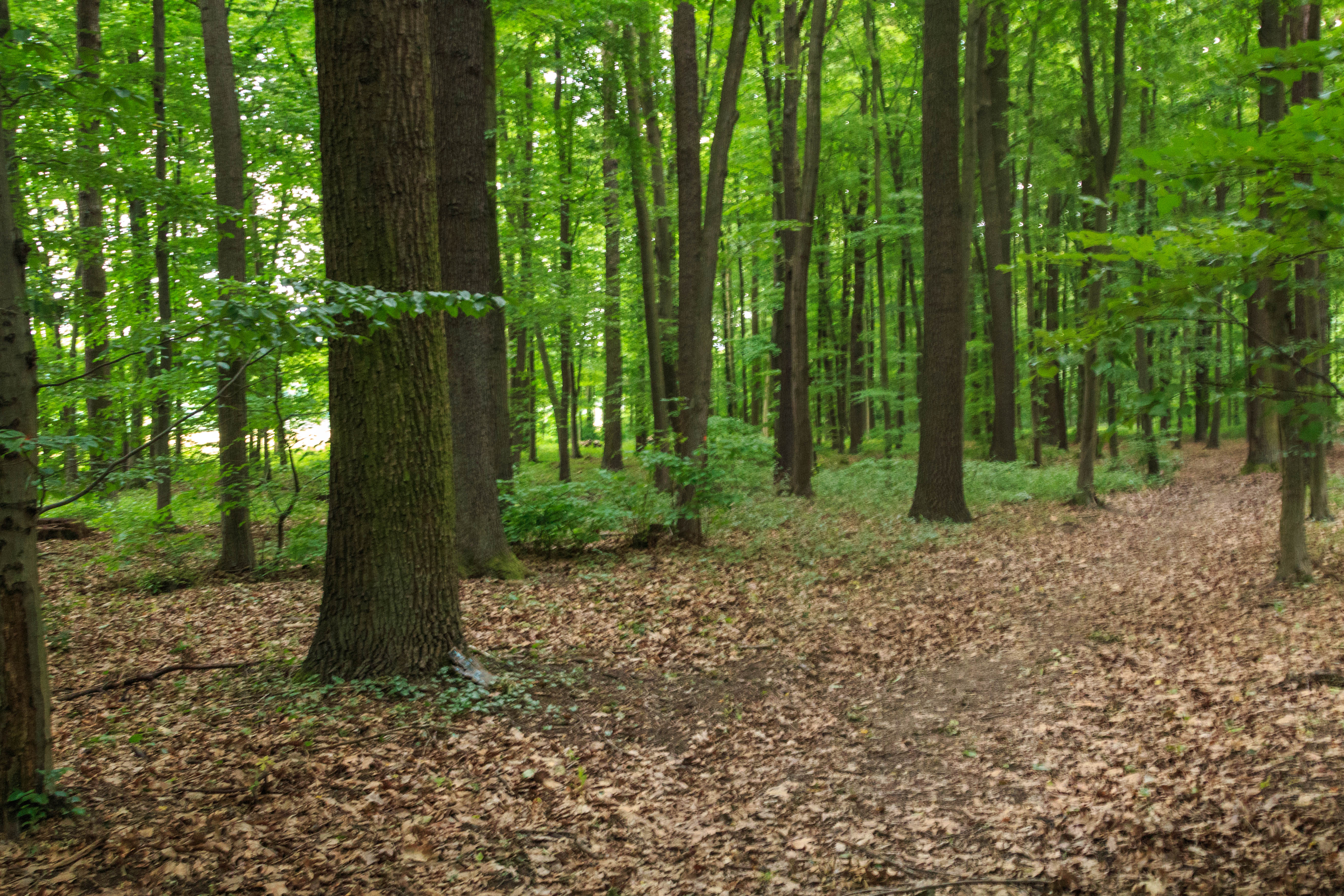
Přírodní památka Víno
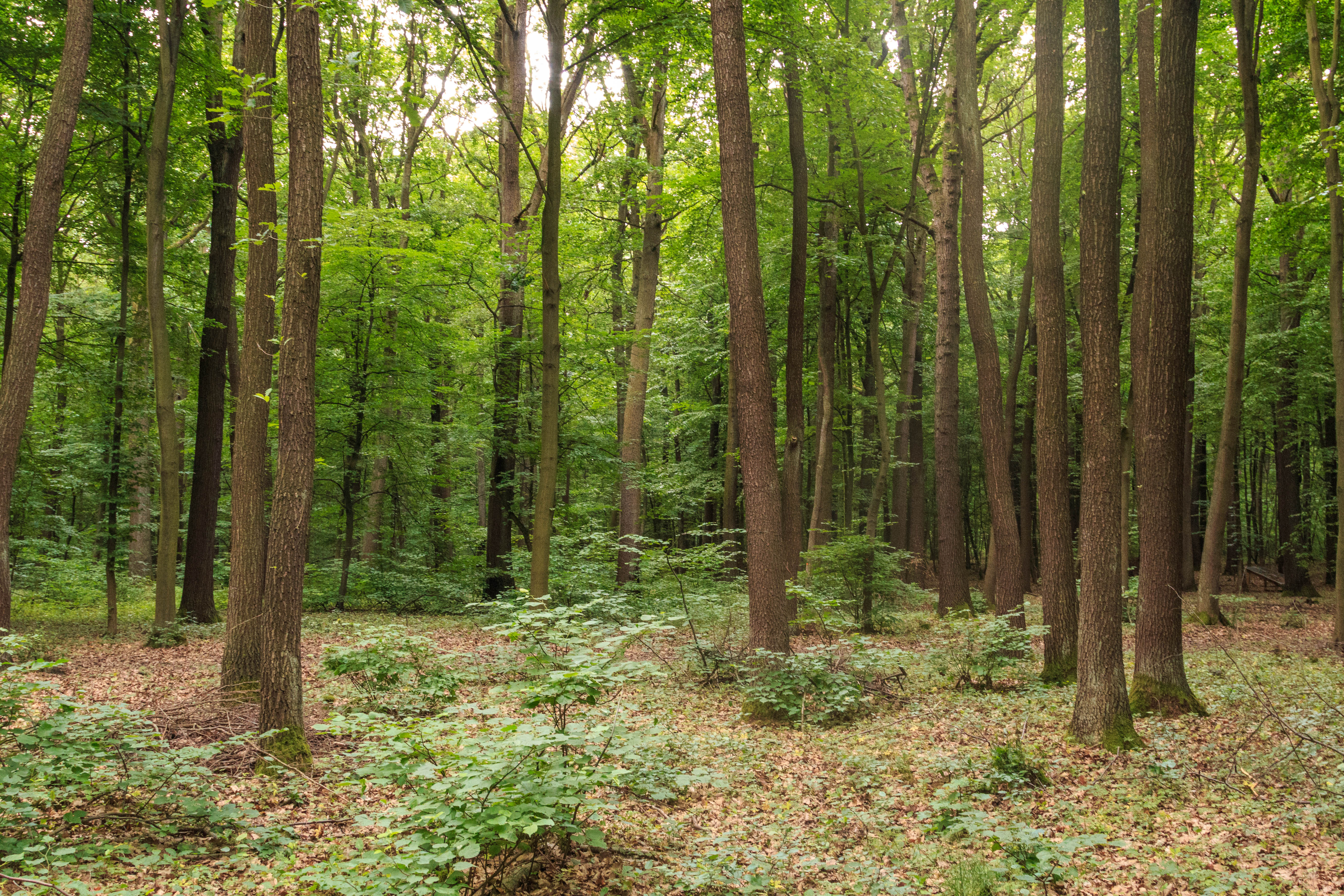
Přírodní památka Víno